# Brilliance
Brilliance (w Chinach znany jako Huachen Zhonghua lub Zhonghua; chiń. 华晨) – chiński producent samochodów osobowych powstały w 1992 roku w Shenyang.

## Historia i modele

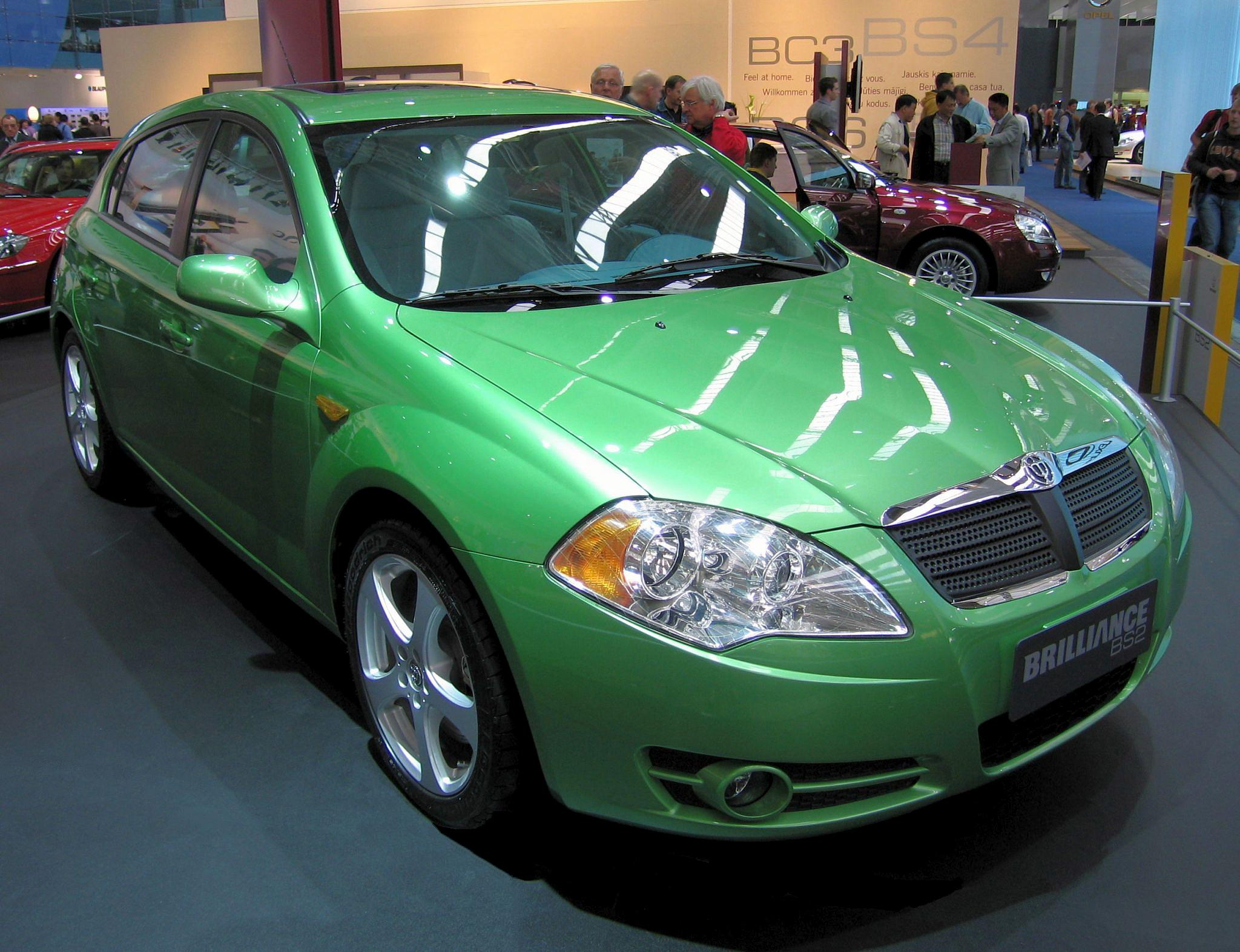
Brilliance BS2

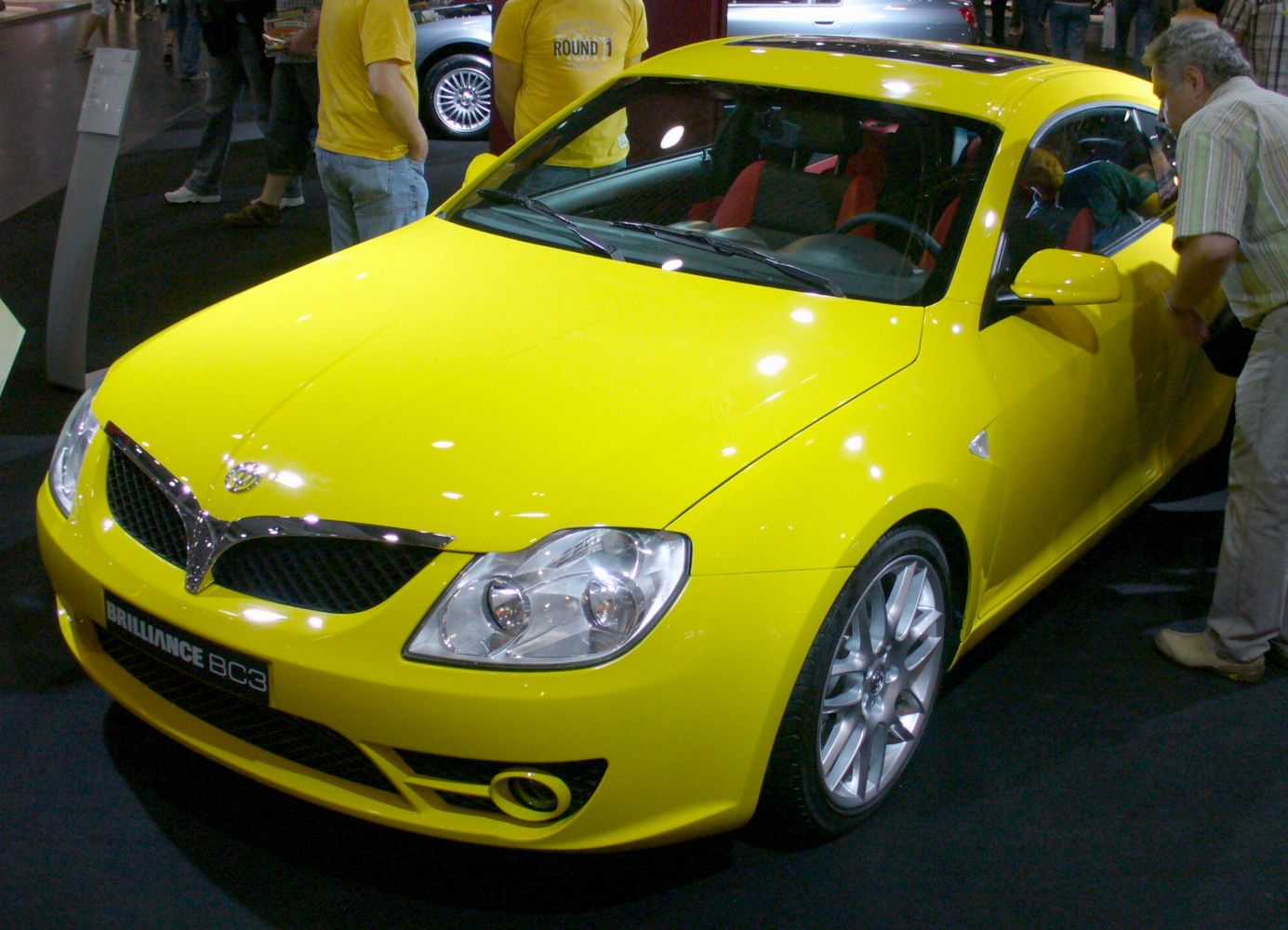
Brilliance BC3

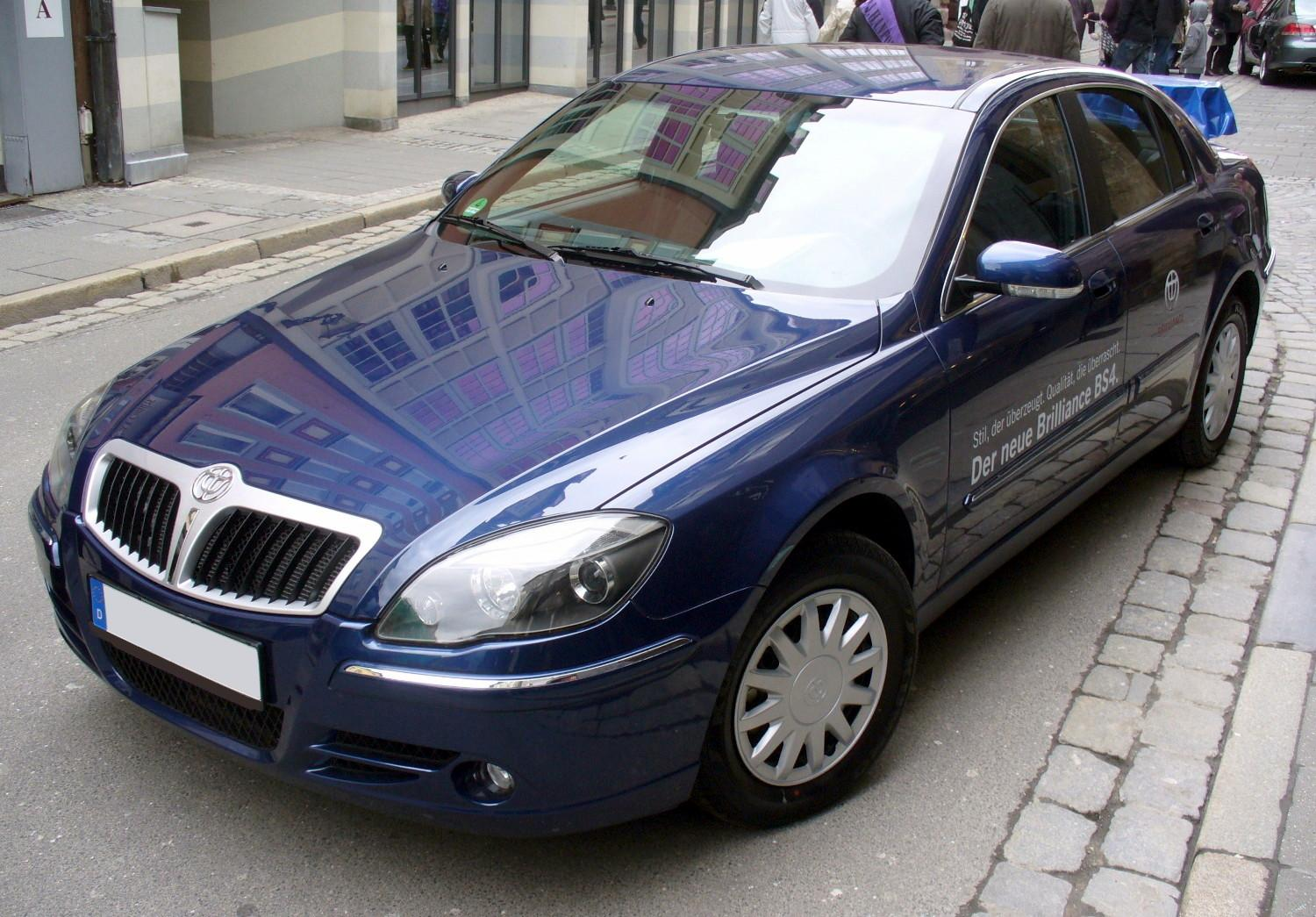
Brilliance BS4

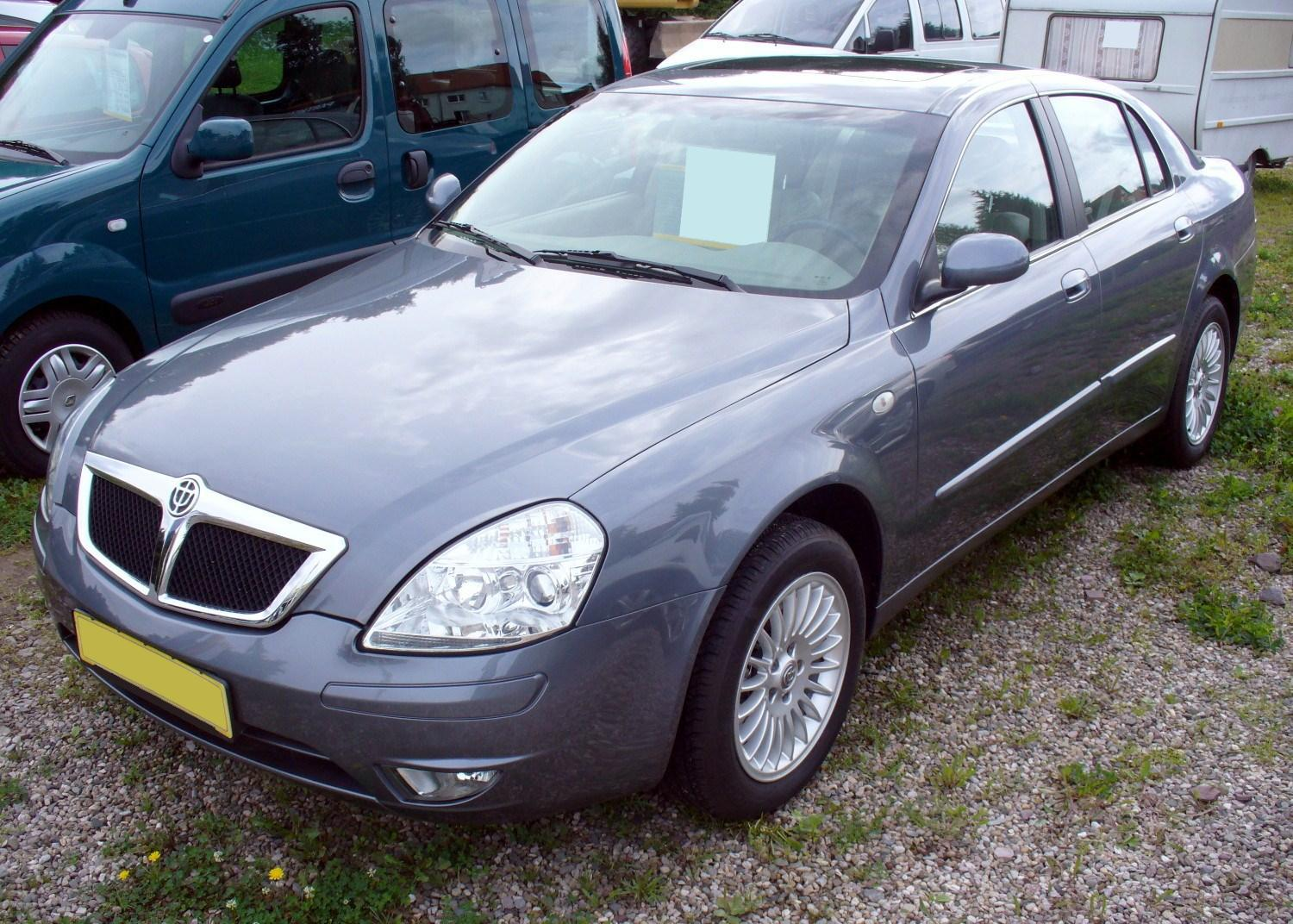
Brilliance BS6

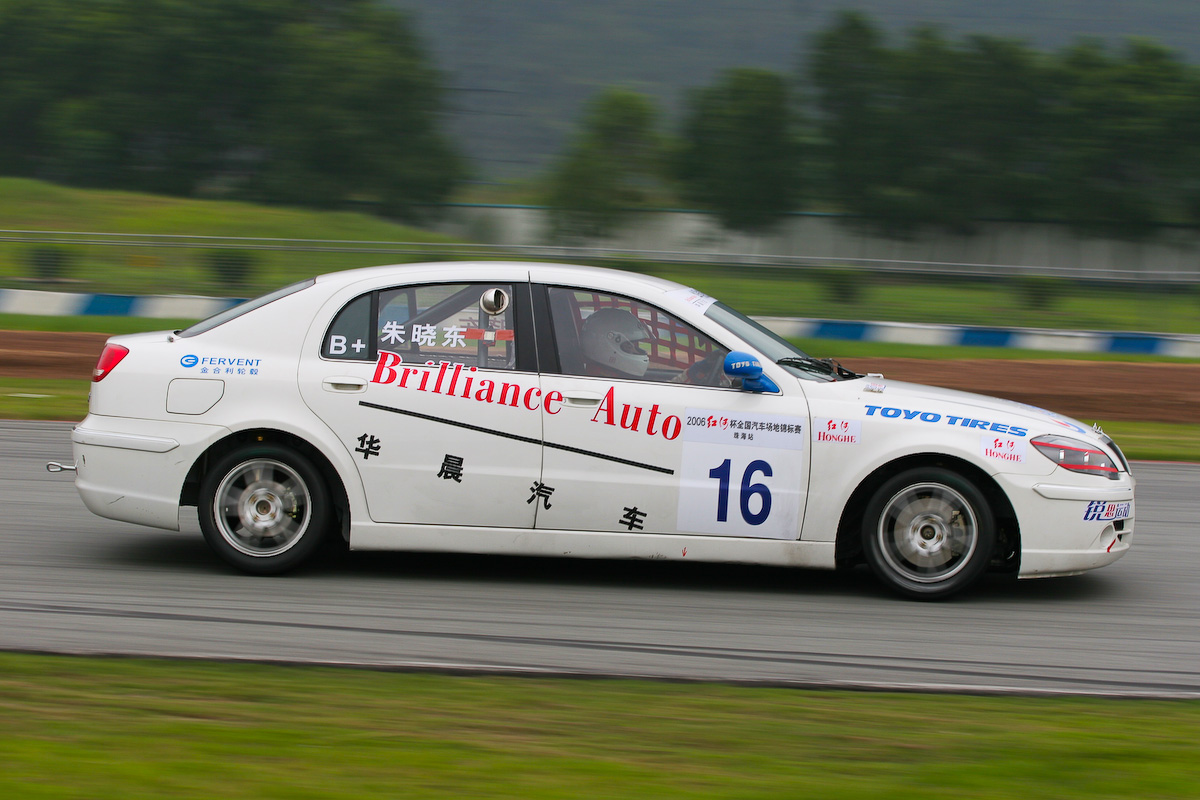
Brilliance BS4 podczas wyścigów

Przedsiębiorstwo powstało w czerwcu 1992 roku. W 2003 roku Brilliance podpisał porozumienie z BMW do produkcji sedanów w Chinach. W 2000 roku przedsiębiorstwo zaprezentowało swój pierwszy własny model nazwany po prostu Zhonghua, zaprojektowany przy pomocy włoskiego studia stylistycznego Ital Design. Później do nazwy dodano symbol SY 7200. Model sprzedawany był wyłącznie w Chinach. Planowano również eksport, jednak ostatecznie przedsiębiorstwo zrezygnowało z tych planów. Produkcję Zhonghuy SY 7200 zakończono w 2006 roku. Dwa lata wcześniej, w 2004 roku przedsiębiorstwo zaprezentowało swój drugi model − nazwany początkowo Zunchi M1, bazujący na modelu SY 7200. Jego eksport rozpoczęto w 2005 roku. Do Europy model trafił w 2006 roku, początkowo pod nazwą Zhonghua M1. Od 2007 roku model nazywa się Brilliance BS6. W 2008 roku przeprowadzono lifting modelu. Brilliance to pierwsze chińskie przedsiębiorstwo, które zaprezentowało swoje modele w Europie. Na salonie w Lipsku przedsiębiorstwo zaprezentowało swój trzeci, a drugi oferowany w Europie model − sedana Brilliance BS4 nazwany w Chinach Zhonghua Junjie M2. W 2005 roku na salonie w Pekinie zaprezentowano jego odmianę kombi. Czwarty model marki i zarazem jedno z pierwszych chińskich coupé zadebiutował na salonie w Pekinie w 2007 roku. Model nazwano Brilliance BC3, a w Chinach Zhonhgua Junjie M2 Coupe. Eksport modelu do Europy rozpoczął się w lipcu 2009 roku. Pół roku później, na salonie w Szanghaju zadebiutował piąty i jak na razie ostatni model chińskiej marki − kompaktowy Brilliance BS2 nazwany w Chinach Zhonghua Junjie FRV. Na salonie w Szanghaju zaprezentowano odmianę sedan. W 2008 roku przedsiębiorstwo oferowało swoje modele w Chinach pod marką Huachen Zhonghua. Samochody marki Brilliance są obecnie montowane w Korei Północnej, Egipcie i Rosji. Brilliance planuje od 2010 roku oferować swoje modele również w Stanach Zjednoczonych. W przyszłości nie wyklucza się również montażu. Od 2007 roku przedsiębiorstwo jest notowane na nowojorskiej giełdzie. Brilliance planuje też sprzedawać swoje modele w Polsce.

## Kontrowersje
Kontrowersje wywołała stylistyka modeli BS6 i BS4, z powodu elementów przypominających modele marki BMW i Lancia oraz niskiej jakości wykonanie.
W 2007 roku niemiecki automobilklub ADAC przeprowadził testy zderzeniowe modelu BS6. Zaskoczeniem były bardzo niski wynik − model nie uzyskał żadnej gwiazdki. W styczniu 2009 roku „rozbito” również model BS4. Uzyskał on dwie gwiazdki. Tak słabe wyniki mogą utrudnić sprzedaż modelu na Starym Kontynencie i uzyskanie homologacji.

## Modele

### Europa
- Brilliance BS2
- Brilliance BC3
- Brilliance BS4
- Brilliance BS6
- Brilliace Grandeur

### Chiny
- Huachen Zhonghua Junjie FRV
- Huachen Zhonghua Junjie Coupe
- Huachen Zhonghua Junjie Wagon
- Huachen Zhonghua Junjie M2
- Huachen Zhonghua Zunchi M1

### Bliski Wschód
- Brilliance Zhonghua
- Brilliance Zhonghua M2
- Brilliance Zhonghua M3

### Egipt
- Brilliance Galena

### Inne kraje
- Brilliance Splendor FRV
- Brilliance M3
- Brilliance Splendor/Brilliance M2
- Brilliance Grandeur/Brilliance M1
- Brilliance Coupé